# ایران در پارالمپیک زمستانی ۲۰۱۴
ایران از ۷ تا ۱۶ مارس ۲۰۱۴ هیئتی برای رقابت در بازی‌های پارالمپیک زمستانی ۲۰۱۴ در سوچی روسیه فرستاد. این پنجمین باری بود که ایران در مسابقات پارالمپیک زمستانی شرکت می‌کرد. هیئت ایران متشکل از یک ورزشکار اسکی آلپاین به نام صادق کلهر بود که پای خود را در یک حادثه اسکی در نوجوانی از دست داده بود. در پایان این رقابت‌ها ایران در جایگاه بیستم قرار گرفت.

## زمینه

شگون‌نما پارالمپیک ۲۰۱۴

بر اساس توافق رسمی بین کمیته بین‌المللی پارالمپیک و کمیته بین‌المللی المپیک که در سال ۲۰۰۱ انجام شده بود، برنده مناقصه بازی‌های المپیک زمستانی ۲۰۱۴ میزبان بازی‌های پارالمپیک زمستانی ۲۰۱۴ نیز می‌شد. بر طبق رای‌گیری‌هایی که در اجلاس IPC در تاریخ ژوئن ۲۰۰۶ انجام شده بود، میزبانی المپیک زمستانی و پارالمپیک زمستانی ۲۰۱۴ به سوچی اعطا شد. مانند پارالمپیک‌های قبلی، پارالمپیک زمستانی ۲۰۱۴ نیز باید از سالن‌های مشابه پارالمپیک استفاده می‌کرد. این سالن‌ها در پارک المپیک سوچی و در اقامتگاه کراسنایا پولیانا قرار داشت.
ایران برای اولین‌بار در پارالمپیک تابستانی ۱۹۸۸ به رقابت‌های پارالمپیک پیوست و تا الان در بازی‌های پارالمپیک تابستانی حضور داشته‌است. ایران برای اولین بار در پارالمپیک زمستانی سال ۱۹۹۸ هیئتی به بازی‌های پارالمپیک زمستانی فرستاد و از آن زمان در این رقابت‌ها حضور داشته‌است. بازی‌های پارالمپیک زمستانی ۲۰۱۴ از ۷ تا ۱۶ مارس ۲۰۱۴ در سوچی روسیه برگزار شد و ۵۴۷ ورزشکار از ۴۵ کشور در این رویداد چندورزشی شرکت کردند. صادق کلهر در این دوره که پنجمین حضور ایران محسوب می‌شد تنها ورزشکار ایران بود که به سوچی فرستاده شد او همچنین در سه دوره قبل پارالمپیک زمستانی نیز به تنهایی حضور داشته‌است. ایران تنها در پارالمپیک زمستانی ۱۹۹۸ بود که یک ورزشکار هم‌رشته با او را به این رقابت‌ها فرستاد. کلهر به عنوان پرچم‌دار این رقابت‌ها برای رژه ملت‌ها در مراسم افتتاحیه انتخاب شد. این هیئت پیش از مراسم اختتامیه بازگشت.

## طبقه‌بندی معلولیت
معلولیت هر شرکت‌کننده در پارالمپیک در یکی از پنج دسته معلولیت قرار دارد: قطع عضو: این وضعیت ممکن است از طریق آسیب یا بیماری مادرزادی باشد، فلج مغزی: ورزشکارانی که از ویلچر استفاده می‌کنند، اختلال بینایی از جمله کم‌بینایی و ناتوانی جسمی که شامل هرگونه ناتوانی فیزیکی که در دسته‌های دیگر قرار ندارد می‌شود: مانند کوتاه‌قامتی یا ام‌اس. هر ورزش پارالمپیک طبقه‌بندی مخصوص خود را دارد که به نیازهای فیزیکی خاص خود نیازمند است. رویدادها از کدی متشکل از اعداد و حروف ساخته شده‌است که طبقه‌بندی هر ورزشکار را مشخص می‌کند. رویدادهای B برای ورزشکارانی که اختلال بینایی دارند است. کدهای LW1 تا LW9 برای ورزشکارانی که ایستاده رقابت می‌کنند و کدهای LW10 تا LW12 برای ورزشکارانی است که نشسته رقابت می‌کنند. رویدادهای اسکی آلپاین رقابت‌هایی جداگانه برای نشستن، ایستادن و اختلال بینایی دارد.

## اسکی آلپاین

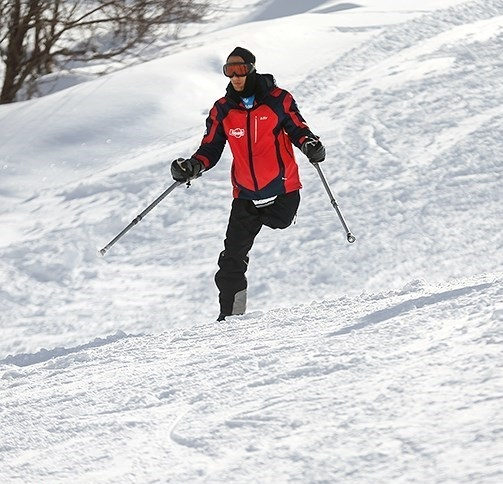
صادق کلهر در رقابت‌های بین‌المللی پارا اسکی در ماده آلپاین مارپیچ (۱۳۹۷)

صادق کلهر در ۱۸ سالگی و در طی یک حادثه اسکی پای راست خود را از دست داد. پارالمپیک ۲۰۱۴ پنجمین حضور متوالی او در این رقابت‌ها بود. او در آن زمان ۳۵ سال داشت. او به عنوان شرکت‌کننده قطع عضو پا در کد LW2 طبقه‌بندی شده و در جایگاه ایستاده رقابت می‌کرد. ورزشکاران طبقه‌بندی LW2 اختلالی قابل توجه در یک پا دارند و تنها با یک چوب اسکی در مسابقه شرکت می‌کنند. در ۱۳ مارس ۵۱ شرکت‌کننده از جمله کلهر رقابت در بخش اسکی مارپیچ کوچک را آغاز کردند. او اولین دور را در ۵۸٫۰۷ ثانیه انجام داد. دومین دور او در ۱ دقیقه و ۳٫۱۷ ثانیه تمام شد. مجموع زمان او ۲ دقیقه و ۱٫۲۴ ثانیه بود و بدین صورت او در جایگاه بیستم از ۳۵ شرکت‌کننده قرار گرفت و به کار خود پایان داد. مدال طلای رقابت به الکسی بوگاو از روسیه تعلق گرفت که در زمان ۱ دقیقه و ۳۸٫۹۷ دورها را انجام داده بود. نقره مسابقات توسط وینسنت گوتهیر مانوئل از فرانسه و برنز نیز توسط الکساندر آلیابیوف از روسیه کسب شد.
| ورزشکار   | رویداد           | دور ۱ | دور ۱  | دور ۱ | دور ۲   | دور ۲  | دور ۲ | مجموع نتیجه | مجموع نتیجه | مجموع نتیجه |
| ورزشکار   | رویداد           | زمان  | تفاوت  | رتبه  | زمان    | تفاوت  | رتبه  | زمان        | تفاوت       | رتبه        |
| --------- | ---------------- | ----- | ------ | ----- | ------- | ------ | ----- | ----------- | ----------- | ----------- |
| صادق کلهر | اسکی مارپیچ کوچک | ۵۸٫۰۷ | +۱۰٫۳۸ | ۲۸    | ۱:۰۳٫۱۷ | +۱۱٫۸۹ | ۲۳    | ۲:۰۱٫۲۴     | +۲۲٫۲۷      | ۲۰          |